# Павловка (Боготольский район)
Па́вловка — деревня в Боготольском районе Красноярского края России. Входит в состав Вагинского сельсовета.
8 мая 2022 года деревня выгорела практически полностью.

## География
Находится на левом берегу реки Улуй (приток реки Чулым), примерно в 15 км к северо-востоку от районного центра, города Боготол, на высоте 249 метров над уровнем моря.

## Население
| 2010 |
| ---- |
| 117  |

Гендерный состав
По данным Всероссийской переписи населения 2010 года 59 мужчин и 58 женщин из 117 чел.

## Улицы
Уличная сеть деревни состоит из одной улицы (ул. Первомайская).